# Turnsport Rüti
Der Turnsport Rüti ist ein Schweizer Turnverein aus Rüti (ZH). Die selbständige Abteilung des TV Rüti setzt sich zusammen aus den Sportarten Kunstturnen, Trampolinturnen, Geräteturnen, Vereinsturnen und Gymnastik Bühne.

## Geschichte
Der Turnsportverein Rüti wurde 1949 durch die Kunstturnriege gegründet. Um 1978 wurden zum ersten Mal Kunstturnerinnen in den Verband aufgenommen. 1981 wurde die Rhythmische Sportgymnastik sowie das Trampolinturnen in den Verband aufgenommen.

## Erfolge
Der Verein Turnsport Rüti konnte in verschiedenen Sportarten Erfolge verzeichnen. Eine Auswahl nach Sportarten ist hier angegeben:

### Vereins- und Trampolinturnen
- 2009, 2012, 2014, 2017, 2023: Schweizermeister-Titel am Reck[1]
- 2009: Schweizermeister-Titel am Sprung
- 2018: Trampolingruppe wird Schweizer Meister

### Kunstturnen

#### Männer

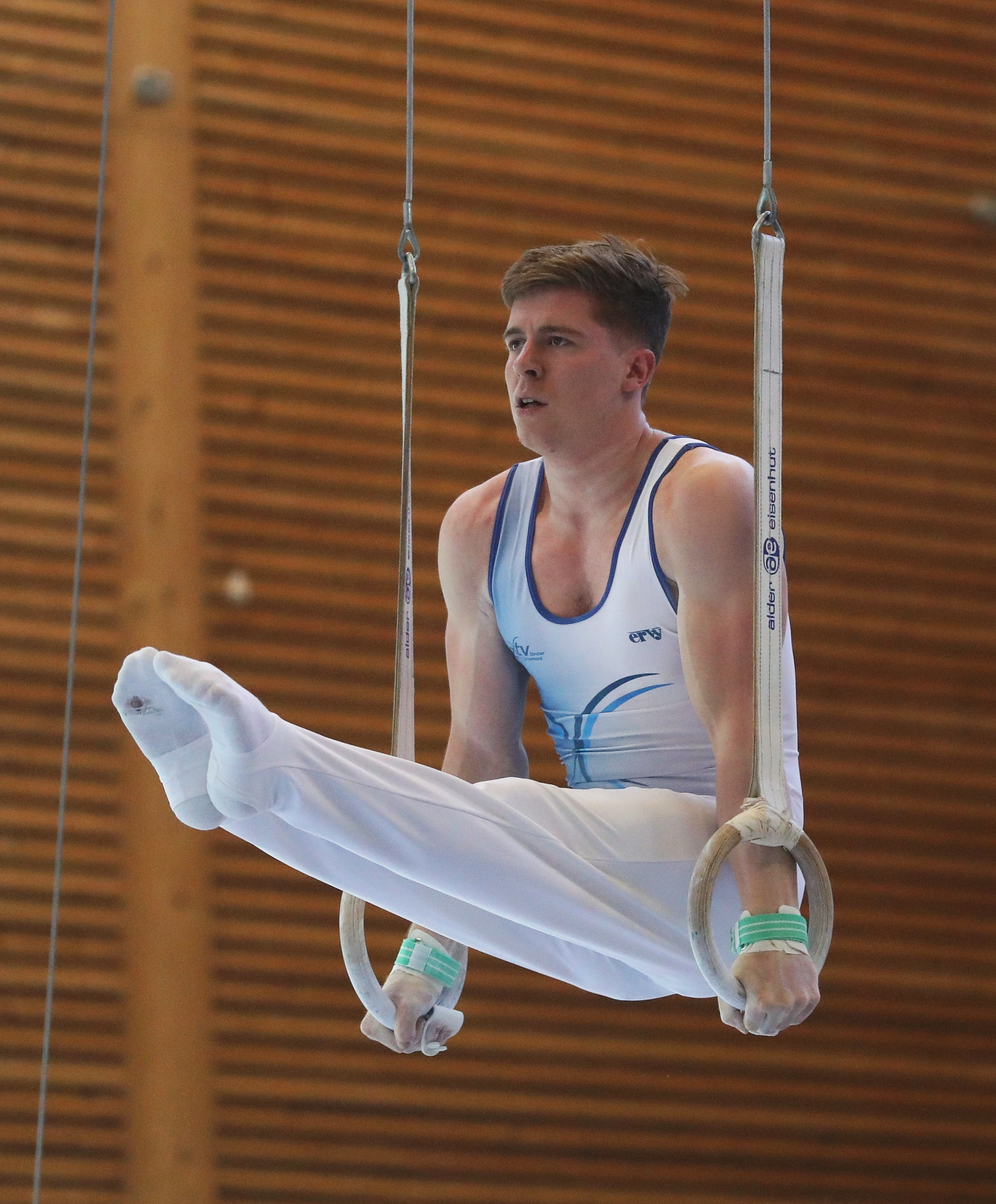
Moreno Kratter beim Rheintalcup 2022

- 1. Rang Reck EYOF Moreno Kratter 2015
- 2. Rang Reck Junioren-Europameisterschaft Moreno Kratter 2015
- 1. Rang Boden Schweizer Meisterschaften Moreno Krater 2018

#### Frauen
- 1. Rang Balken Länderkampf (NED) 2017
- 3. Rang Stufenbarren Schweizer Meisterschaften 2021
- 3. Rang Balken Junioren World Cup (GRC) 2019

## Kadermitglieder 2022
Folgende Personen des Turnsport Rüti sind in ihren Sportarten aktuell Mitglieder im Nationalkader:

### Kunstturnen

#### Frauen
- Martina Eisenegger (Nationalkader)
- Kea Walser (Nationalkader)

#### Männer
- Moreno Kratter (Nationalkader)